# Natasa Janics
Natasa Janics (24 juin 1982 à Bačka Palanka) est une kayakiste serbe pratiquant la course en ligne.

## Biographie
Natasa Janics est la fille du vice-champion olympique Milan Janić, et sœur de  Mićo et Stjepan Janić, céistes croates.
Sa carrière débute en Serbie-et-Monténégro, patrie pour laquelle elle glane deux titres olympiques en 2004, et se poursuit en Hongrie avec deux médailles olympiques en 2008. Elle remporte bon nombre de championnats nationaux, européens et mondiaux. En 2012, elle décide de redevenir compétitrice pour son pays la Serbie.

## Palmarès

### Jeux olympiques de canoë-kayak course en ligne
- 2012 à Londres,  Royaume-Uni
  -  Médaille d'argent en K-2 500 m
  -  Médaille de bronze en K-1 200 m

- 2008 à Pékin,  Chine
  -  Médaille d'or en K-2 500 m
  -  Médaille d'argent en K-4 500 m

- 2004 à Athènes,  Grèce
  -  Médaille d'or en K-2 500 m
  -  Médaille d'or en K-1 500 m

### Championnats du monde de canoë-kayak course en ligne
- 2010 à Poznań,  Pologne
  -  Médaille d'or en K-1 200 m
  -  Médaille d'or en K-2 200 m
  -  Médaille d'or en K-4 500 m
  -  Médaille d'argent en K-1 500 m
  -  Médaille d'argent en K-1 4x200 m

- 2009 à Dartmouth,  Canada
  -  Médaille d'or en K-1 200 m
  -  Médaille d'or en K-2 200 m
  -  Médaille d'or en K-4 500 m
  -  Médaille d'argent en K-1 4x200 m
  -  Médaille d'argent en K-4 200 m

- 2007 à Duisbourg,  Allemagne
  -  Médaille d'or en K-1 200 m

- 2006 à Szeged,  Hongrie
  -  Médaille d'or en K-2 200 m
  -  Médaille d'or en K-2 500 m
  -  Médaille d'or en K-2 1000 m
  -  Médaille d'or en K-4 200 m
  -  Médaille d'or en K-4 500 m
  -  Médaille d'or en K-4 1000 m

- 2005 à Zagreb,  Croatie
  -  Médaille d'or en K-2 200 m
  -  Médaille d'or en K-2 500 m
  -  Médaille d'or en K-2 1000 m

- 2003 à Gainesville,  États-Unis
  -  Médaille d'or en K-4 1000 m

- 2002 à Séville,  Espagne
  -  Médaille d'or en K-4 200 m

### Championnats d'Europe de canoë-kayak course en ligne
- 2012 à Zagreb  Croatie
  -  Médaille d'or en K-1 200 m
  -  Médaille d'or en K-2 500 m

- 2010 à Trasona  Espagne
  -  Médaille d'or en K-1 200 m
  -  Médaille d'or en K-2 200 m
  -  Médaille d'or en K-2 500 m

- 2009 à Brandebourg  Allemagne
  -  Médaille d'or en K-1 4x200 m
  -  Médaille d'argent K-4 500 m
  -  Médaille d'argent K-2 200 m
  -  Médaille d'argent K-1 4x200 m

- 2007 à Pontevedra  Espagne
  -  Médaille d'or en K-1 200 m

- 2006 à Račice  Tchécoslovaquie
  -  Médaille d'or en K-2 200 m
  -  Médaille d'or en K-4 200 m
  -  Médaille d'or en K-2 500 m
  -  Médaille d'or en K-4 500 m
  -  Médaille d'or en K-2 1000 m
  -  Médaille d'or en K-4 1000 m

- 2005 à Poznań  Pologne
  -  Médaille d'or en K-1 500 m
  -  Médaille d'or en K-2 200 m
  -  Médaille d'or en K-2 500 m
  -  Médaille d'or en K-2 1000 m

- 2002 à Szeged  Hongrie
  -  Médaille d'argent K-4 200 m